# Leonid Abramowitsch Bunimowitsch
Leonid Abramowitsch Bunimowitsch (russisch Леонид Абрамович Бунимович, englische Transkription Leonid Bunimovich; * 1. August 1947 in Moskau) ist ein russisch-US-amerikanischer Mathematiker, der sich mit dynamischen Systemen, Chaostheorie und Ergodentheorie befasst.

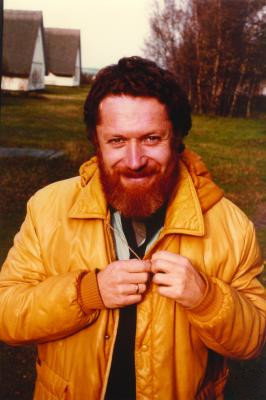
Leonid Bunimowitsch 1981

Bunimowitsch machte 1969 sein Diplom an der Lomonossow-Universität, an der er 1973 bei Jakow Grigorjewitsch Sinai promoviert wurde (mit einem Thema aus der Wahrscheinlichkeitstheorie). Danach an verschiedenen Instituten (wie dem Institut für Psychiatrie der Medizinischen Akademie der UdSSR von 1972 bis 1976, dem Forschungsinstitut für Papier) und 1978 bis 1992 leitender Wissenschaftler am Institut für Ozeanographie der sowjetischen Akademie der Wissenschaften. 1986 habilitierte er sich (russischer Doktortitel) am Institut für Theoretische Physik der Akademie der Wissenschaften in Kiew. 1989/90 war er Gastprofessor am Courant Institute of Mathematical Sciences of New York University und an der Rutgers University und 1990/91 Professor an der Universität Bielefeld. Ab 1991 war er Professor am Georgia Institute of Technology. Ab 1998 war er dort Regents Professor.
1995 war er Gastwissenschaftler am Isaac Newton Institute.
Er ist für seine Untersuchung von Billards in der Theorie chaotischer dynamischer Systeme bekannt, die nach ihm benannt sind.
Er befasst sich mit Anwendungen der Theorie dynamischer Systeme und Chaostheorie in verschiedensten Bereichen wie Geophysik (Ozeanographie), mathematischer Biologie und Neurowissenschaft, mit Operations Research, statistischer Mechanik, Gittergasen, zellulären Automaten, Perkolation und Quantenchaos.

## Schriften
- Dynamical systems, ergodic theory and applications, in Sinai (ed) Encyclopaedia of Mathematical Sciences, Springer Verlag, 2000, ISBN 978-3-540-66316-4
- Hard ball systems and the Lorentz gas, in Domokos Szasz (ed) Encyclopaedia of Mathematical Sciences, Springer Verlag 2000